# Podocinidae
Podocinidae es una familia de ácaros perteneciente al orden Mesostigmata.

## Géneros
- Aeeoseius Sellnick, 1941
- Andregamasus Costa, 1965
- Derrickia Womersley, 1956
- Episeiella Willmann, 1938
- Podocinella Evans & Hyatt, 1958
- Podocinum Berlese, 1882